# ۲۹ نخل
«۲۹ نخل» (انگلیسی: 29 Palms (film)) یک فیلم است که در سال ۲۰۰۲ منتشر شد.

## بازیگران
- بیل پولمن
- کریس اودانل
- جرمی دیویس
- جاون پالیتو
- کیث دیوید
- مایکل لانر
- مایکل راپاپورت
- راشل لی کوک
- راسل مینز